# ژوهانس فیبیگر
ژوهانس فیبیگر (به دانمارکی: Johannes Andreas Grib Fibiger) ‏ زیست‌شناس دانمارکی برنده جایزه نوبل فیزیولوژی و پزشکی در سال ۱۹۲۶ به خاطر کشف Spiroptera carcinoma بود.